# James Coburn
James Harrison Coburn III (Laurel, Nebraska, 31 de agosto de 1928-Beverly Hills, California, 18 de noviembre de 2002) fue un actor de cine y televisión estadounidense que apareció en más de setenta películas, en su mayoría papeles de acción, e hizo cien apariciones en televisión durante una carrera de cuarenta y cinco años, ganador del premio Óscar al Mejor actor de reparto en 1998 por la película Affliction.

## Biografía
James Harrison Coburn III nació en Laurel, Nebraska, hijo de Mylet S. (de soltera Johnson) y James Harrison Coburn II, un mecánico de coches. Sus abuelos maternos fueron inmigrantes de Suecia. Creció en Compton, California, actuando en obras escolares, y llegando a hacer su debut sobre las tablas en La Jolla Playhouse.

## Trayectoria
Habiendo estudiado Interpretación en Nueva York con Stella Adler, su debut vino en 1959 de la mano de Randolph Scott, en el wéstern Ride Lonesome. Ese mismo año apareció también en otro wéstern menor, Face of a Fugitive, y en 1961 al 1963 apareció en algunos capítulos de la serie de televisión Bonanza, no obstante antes había interpretado el papel de Britt en el megaéxito de John Sturges Los siete magníficos (1960). Sturges volvió a confiar en Coburn para su siguiente superproducción, The Great Escape (1963). Coburn participó también en la película de intriga Charada (1963) de Stanley Donen, con Cary Grant y Audrey Hepburn.
En los años 1960 comenzó a trabajar con el "enfant terrible" de Hollywood, Sam Peckinpah, y su papel en la película Major Dundee le hizo ser más conocido dentro de la industria cinematográfica. A mediados de dicha década, interpretó al agente secreto estadounidense Derek Flint en dos películas paródicas de la serie de películas de James Bond, Our Man Flint (1966) y In Like Flint (1967). También participó en la comedia ¿Qué hiciste en la guerra, papi? (1966) de Blake Edwards. A finales de la década, hizo gran amistad, entrenó y planeó realizar una película con la leyenda de las artes marciales Bruce Lee, pero la repentina muerte de Lee truncó el proyecto.
En la década de 1970, colaboró con el conocido director italiano Sergio Leone en la película ¡Giù la testa! (1971), en la que interpreta a un irlandés experto en explosivos, que viaja a México durante la época de la Revolución mexicana. 
En 1972 recibió una oferta para trabajar en España con el director italiano Tonino Valerii, en el filme Una razón para vivir y una para morir, una película bélica ambientada en el oeste de los Estados Unidos y con toques de spaghetti western. También trabajó nuevamente con Sam Peckinpah en dos películas,  Pat Garrett y Billy The Kid (1973) y La cruz de hierro (1977), un film hecho a la medida que alberga una de sus mejores actuaciones.
Coburn apareció en 1973 en la portada del álbum Band on the Run del grupo Wings cuyo líder era Paul McCartney.
A finales de dicha década, se le diagnosticó una artritis reumatoide, lo que afectó a su salud y a su trabajo durante muchos años, hasta que mediante una automedicación basada en compuestos orgánicos de sulfuro logró una mejora definitiva.
A principios de la década de 1980, el creador de la mítica serie The A Team, Stephen J. Cannell, se puso en contacto con él para que interpretase el papel de John «Aníbal» Smith, el protagonista. James rehusó la oferta, y el papel lo realizó George Peppard, que era el siguiente en la lista de Cannell.
En la década de 1990, una vez recuperado y totalmente restablecido de su enfermedad, aparecería de nuevo en películas como Maverick, junto a Mel Gibson y Jodie Foster, y en producciones televisivas.
Probablemente, James Coburn fue el primer sorprendido en 1998 cuando fue candidato y ganó el Óscar al Mejor actor de reparto por interpretar al alcohólico padre de Nick Nolte en Affliction (1997).
A los setenta años de edad, James Coburn recibió un nuevo impulso en su carrera, apareciendo en catorce títulos.

## Muerte
Sin embargo, el 18 de noviembre de 2002, el actor que murió siempre de forma violenta en la pantalla, falleció de la manera más sencilla e inesperada: se desplomó en su casa de Beverly Hills mientras escuchaba música con su esposa, muriendo en sus brazos. Un infarto agudo de miocardio se llevó al duro actor a la edad de setenta y cuatro años. Sus restos se encuentran en el Cementerio Westwood Village Memorial Park de Los Ángeles, California.

## Filmografía destacada
| - Ride Lonesome (1959) - Face of a Fugitive (1959) - Los siete magníficos (1960) - The Murder Men (1961) - La gran evasión (1963) - Charada (1963) - The Man from Galveston (1963) - Kings of the Sun (1963) - La americanización de Emily (1964) - Major Dundee (1965) - A High Wind in Jamaica (1965) - The Loved One (1965) - Our Man Flint (1966) - ¿Qué hiciste en la guerra, papi? (1966) - Dead Heat in a Merry-go-round (1966) - In Like Flint (1967) - Waterhole #3 (1967) - The President´s Analyst (1967) - Duffy (1968) - Candy (1968) - Hard Contract (1969) - Last of the Mobile Hot Shots (1970) | - ¡Agáchate, maldito! (1971) - The Carey Treatment (1972) - The Honkers (1972) - Una razón para vivir y una para morir (1972) - Harry in Your Pocket (1973) - Pat Garrett y Billy the Kid (1973) - El fin de Sheila (1973) - The Internecine Project (1974) - Bite the Bullet (1975) - Hard Times (1975) - Sky Raiders (1976) - Los últimos hombres duros (1976) - La batalla de Midway (1976) - La cruz de hierro (1977) - Firepower (1979) - The Muppet Movie (1979) - Goldengirl (1979) - The Baltimore Bullet (1980) - Loving Couples (1980) - Mr. Patman (1980) - High Risk (1981) - Looker (1981) | - Martin's Day (1984) - Draw! (1984) - Death of a Soldier (1986) - Call from Space (1989) - Young Guns II (1990) - El gran halcón (1991) - Deadfall (1993) - Maverick (1994) - The Set Up (1995) - Skeletons (1996) - Eraser (1996) - El profesor chiflado (1996) - Keys to Tulsa (1997) - Affliction (1997) - Payback (1999) - Bruce Lee: The Legend Lives On (1999) - The Good Doctor (2000) - Intrepid (2000) - Monsters, Inc. (2001), voz - Proximity (2001) - Yellow Bird (2001) - The Man from Elysian Fields (2001) - Snow Dogs (2002) - American Gun (2002) |

## Premios y distinciones
Premios Óscar
| Año  | Categoría              | Película   | Resultado |
| ---- | ---------------------- | ---------- | --------- |
| 1999 | Mejor actor de reparto | Affliction | Ganador   |

Premios del Sindicato de Actores
| Año  | Categoría              | Película   | Resultado |
| ---- | ---------------------- | ---------- | --------- |
| 1998 | Mejor actor de reparto | Affliction | Nominado  |

Independent Spirit Awards
| Año  | Categoría              | Película   | Resultado |
| ---- | ---------------------- | ---------- | --------- |
| 1998 | Mejor actor de reparto | Affliction | Nominado  |